# Mohamed Ali Mahjoubi
Mohamed Ali Mahjoubi (* 28. Dezember 1966) ist ein ehemaliger tunesischer Fußballspieler.

## Karriere
Mahjoubi begann seine Karriere beim tunesischen Erstligisten AS Marsa, mit dem er 1990 den tunesischen Pokal gewinnen konnte. 1991 wechselte er zum deutschen Zweitligisten Eintracht Braunschweig. Nach dem Abstieg der Eintracht aus der 2. Liga kehrte Mahjoubi 1993 in sein Heimatland zurück. Hier war er noch bis 1996 für den tunesischen Rekordmeister Espérance Tunis aktiv, wo er neben der Tunesischen Meisterschaft u. a. auch den African Cup of Champions Clubs, die heutige CAF Champions League, gewann.
Zwischen 1985 und 1995 bestritt Mahjoubi zudem insgesamt 86 Länderspiele für Tunesien, in denen er 17 Tore erzielen konnte. Mit der tunesischen Auswahl nahm er an den Olympischen Spielen 1988 sowie der Fußball-Afrikameisterschaft 1994 teil.

## Erfolge
- AS Marsa
  - Tunesischer Pokalsieger: 1989/90
- Espérance Tunis
  - Tunesischer Meister: 1993/94
  - African-Cup-of-Champions-Clubs-Sieger: 1994
  - CAF-Super-Cup-Sieger: 1995
  - Arab-Club-Champions-Cup-Sieger: 1993
  - Afro-Asien-Pokal-Sieger: 1995